# Béryl Laramé
Béryl Laramé (sinh ngày 1 tháng 7 năm 1973) là một vận động viên điền kinh và điền kinh Seychelles đã nghỉ hưu, chuyên về các sự kiện nhảy cao và nhảy xa ba bước. Cô đã giành được hai câm và một huy chương đồng trong Giải vô địch châu Phi giữa năm 1993 và 2000. Thành tích cá nhân tốt nhất của cô trong môn nhảy ba bước là 12,62 mét (đạt được năm 2000), hiện vẫn là kỷ lục quốc gia Seychelles. Cô cũng từng thi đấu cho Seychelles trong Thế vận hội Mùa hè 1996 ở Atlanta, nhưng không thể tiến vào vòng chung kết.

## Giải đấu quốc tế
| Năm                     | Giải đấu                   | Địa điểm                | Thứ hạng                | Nội dung                | Chú thích               |
| Representing Seychelles | Representing Seychelles    | Representing Seychelles | Representing Seychelles | Representing Seychelles | Representing Seychelles |
| ----------------------- | -------------------------- | ----------------------- | ----------------------- | ----------------------- | ----------------------- |
| 1993                    | African Championships      | Durban, Nam Phi         | 2nd                     | Triple jump             | 12.20 m                 |
| 1993                    | World Championships        | Stuttgart, Đức          | 36th (q)                | Long jump               | 5.24 m                  |
| 1994                    | Jeux de la Francophonie    | Bondoufle, France       | 6th                     | Long jump               | 5.84 m                  |
| 1994                    | Jeux de la Francophonie    | Bondoufle, France       | 12th                    | Triple jump             | 11.82 m                 |
| 1994                    | Commonwealth Games         | Victoria, Canada        | 18th (q)                | Long jump               | 5.74 m                  |
| 1995                    | World Indoor Championships | Barcelona, Tây Ban Nha  | 21st (q)                | Long jump               | 5.46 m                  |
| 1995                    | World Championships        | Gothenburg, Thụy Điển   | 33rd (q)                | Long jump               | 5.24 m                  |
| 1996                    | African Championships      | Yaoundé, Cameroon       | 2nd                     | Long jump               | 5.98 m                  |
| 1996                    | Olympic Games              | Atlanta, Hoa Kỳ         | 38th (q)                | Long jump               | 3.88 m                  |
| 1998                    | Commonwealth Games         | Kuala Lumpur, Malaysia  | 13th (q)                | Long jump               | 5.68 m                  |
| 1999                    | All-Africa Games           | Johannesburg, Nam Phi   | 8th                     | Long jump               | 6.10 m                  |
| 2000                    | African Championships      | Algiers, Algérie        | 3rd                     | Long jump               | 6.18 m                  |
| 2001                    | Jeux de la Francophonie    | Ottawa, Canada          | 7th                     | Long jump               | 5.82 m                  |